# 로터리 다이얼

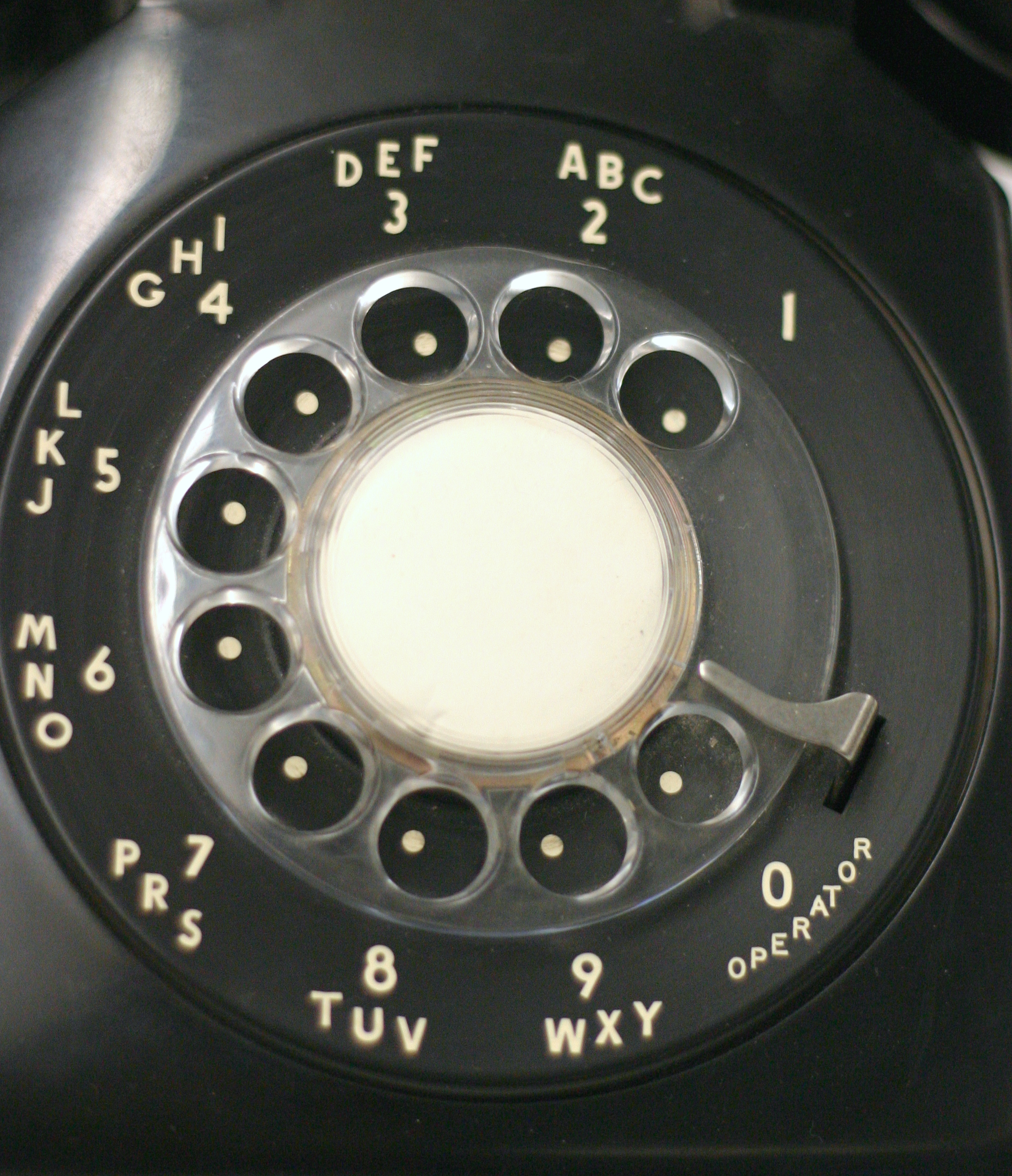
북아메리카의 전통적인 로터리 전화 다이얼. 연결되어 있는 문자는 전화번호 기억을 쉽게 하기 위해 보존되었다.

로터리 다이얼(rotary dial)은 전화나 텔레폰 스위치보드의 한 부품으로, 펄스 다이얼링이라는 이름의 전기 통신의 시그널링 기술을 구현한다. 전화 통화를 시작할 때 도착 전화 번호를 전화 교환기에 전달하기 위해 사용된다.
로터리 전화 다이얼에서 숫자는 원형 모양으로 배치되어 있어서 손가락 하나를 가지고 용수철 장력에 대항하여 핑거휠을 회전시키게 된다. 각 숫자의 지점에서 시작하여 고정된 핑거 스톱 지점까지 회전시키면 다이얼이 회전된 각도가 원하는 숫자와 일치하게 된다.
핑거 스톱에서 손을 떼면 휠은 용수철에 의해 조속기에 의해 정해진 속도로 홈 위치로 되돌아간다. 이렇게 원래대로 돌아가는 회전에서 다이얼은 전화선의 직접 전류를 차단시킨다.
로터리 다이얼의 최초 특허는 1892년 11월 29일 미국 특허 486,909로 앨먼 브라운 스트로거에게 부여되었다. 독립 전화 기업들의 전화 시스템에 사용된 미국 내 벨 시스템의 로터리 다이얼 서비스는 1919년 웨스턴 일렉트릭 모델 50AL을 선보이고 나서야 일반화되었다.
1970년대 이후부터 로터리 다이얼 방식은 점차 DTMF(dual-tone multi-frequency) 시그널링 방식으로 대체되어갔다. 이 방식은 1962년 세계 박람회에서 대중에 "터치톤"(Touch-Tone)이라는 상표명으로 공개되었다. 터치톤 기술은 사각형 배열의 누름 버튼 형태로 되어 있는, 키패드를 주로 사용하였다. 로터리 다이얼 방식이 일반에 더 이상 쓰이지 않으나 그 유산은 "to dial"이라는 영어 동사 형태로 여전히 남아있다.

## 같이 보기
- 장거리 직통 전화 (DDD)